# Le Poète mangeur de lions dans son repaire de pierre
 (avril 2024).
Si vous disposez d'ouvrages ou d'articles de référence ou si vous connaissez des sites web de qualité traitant du thème abordé ici, merci de compléter l'article en donnant les références utiles à sa vérifiabilité et en les liant à la section « Notes et références ».

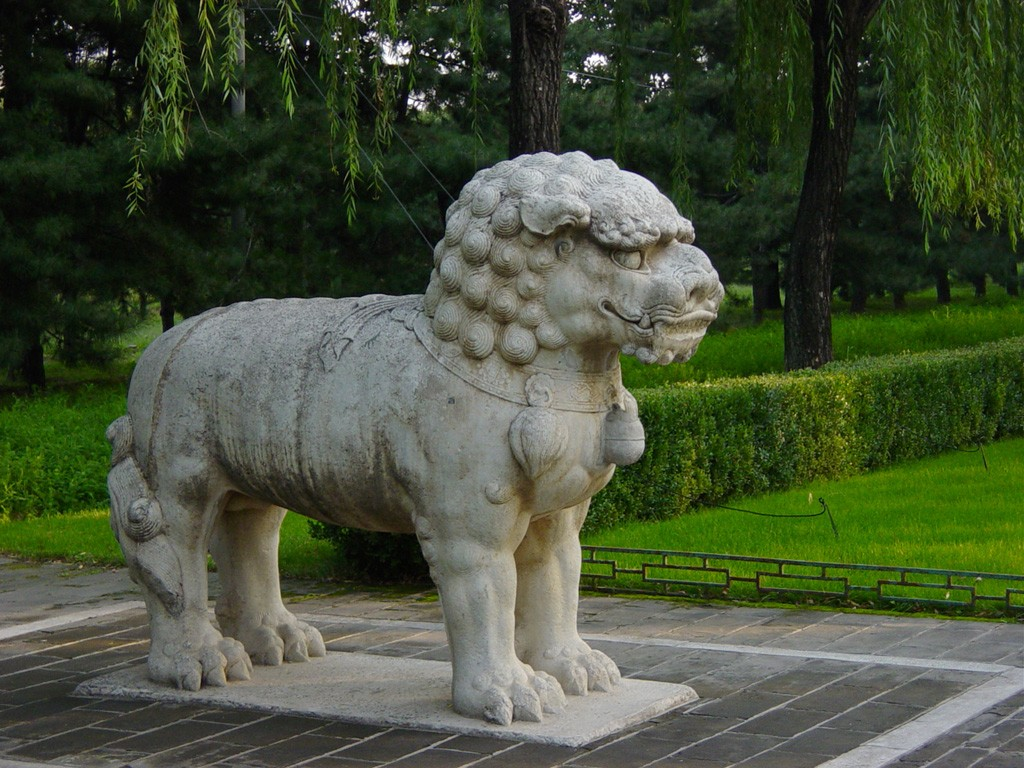
Un lion de pierre de la dynastie Ming.

Le Poète mangeur de lions dans son repaire de pierre (chinois simplifié : 施氏食獅史 ; chinois traditionnel : 施氏食獅史 ; pinyin : Shī shì shí shī shǐ) est un exemple de littérature à contraintes et de virelangue composé par Chao Yuen Ren (1892-1982). Il s'agit d'un texte de 92 caractères chinois, tous prononcés shi selon différents tons lorsqu'il est lu en mandarin standard.

## Aperçu du texte

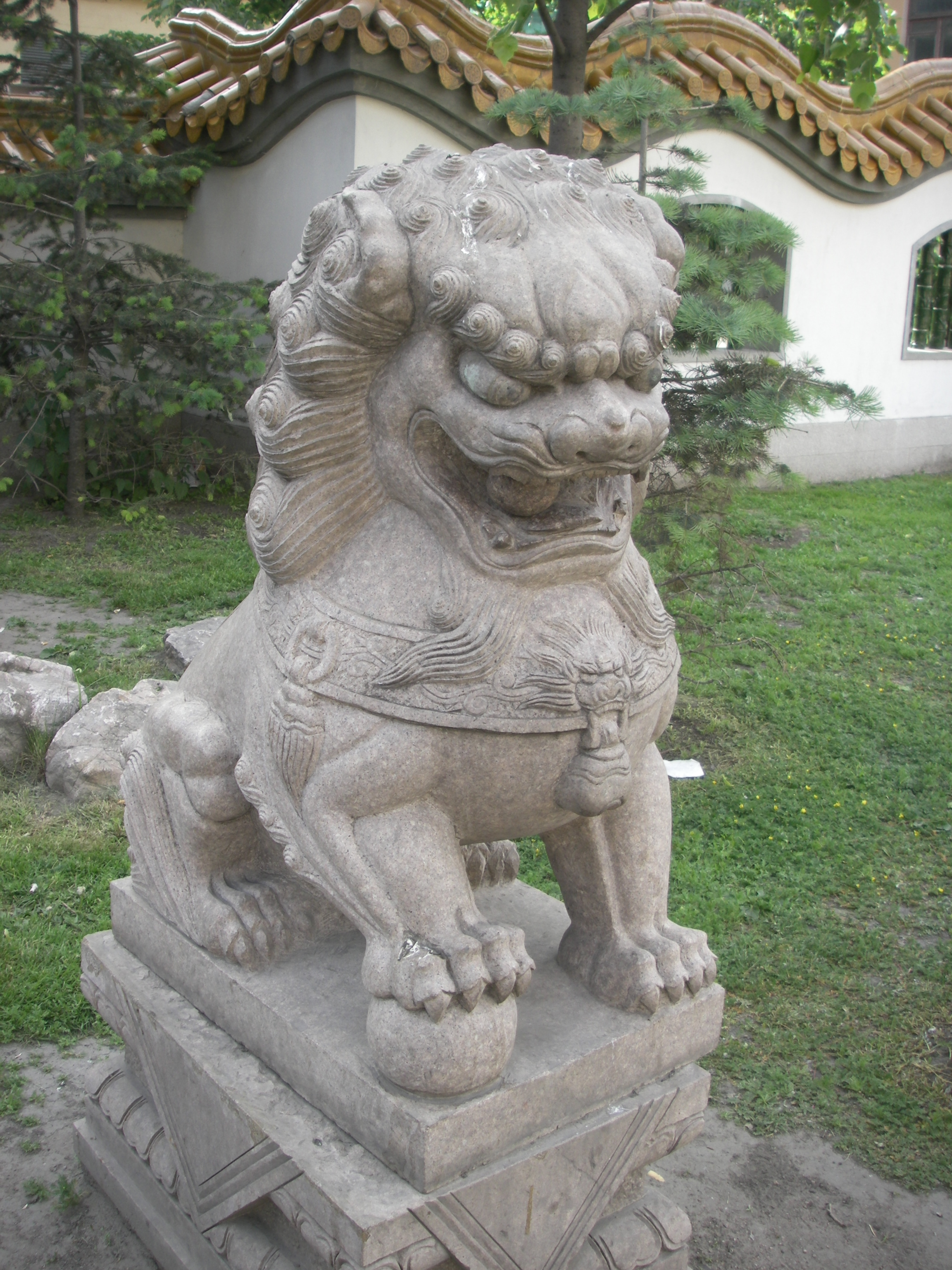
Un lion de pierre dans le parc chinois de Saint Petersbourg.

Respectivement en transcription hanyu pinyin, transcription Gwoyeu Romatzyh, chinois traditionnel et chinois simplifié :
En transcription hanyu pinyin
« Shī Shì shí shī shǐ »
Shíshì shīshì Shī Shì, shì shī, shì shí shí shī.
Shì shíshí shì shì shì shī.
Shí shí, shì shí shī shì shì.
Shì shí, shì Shī Shì shì shì.
Shì shì shì shí shī, shì shǐ shì, shǐ shì shí shī shìshì.
Shì shí shì shí shī shī, shì shíshì.
Shíshì shī, Shì shǐ shì shì shíshì.
Shíshì shì, Shì shǐ shì shí shì shí shī.
Shí shí, shǐ shí shì shí shī shī, shí shí shí shī shī.
Shì shì shì shì.
En transcription Gwoyeu Romatzyh
« Shy Shyh shyr shy shyy »
Shyrshyh shyshyh Shy Shyh, shyh shy, shyh shyr shyr shy.
Shyh shyrshyr shyh shyh shyh shy.
Shyr shyr, shyh shy shy shyh shyh.
Shyh shyr, shyh Shy Shyh shyh shyh.
Shyh shyh shyh shyr shy, shyh shyy shyh, shyy shyh shyr shy shyhshyh.
Shyh shyr shyh shyr shy shy, shyh shyrshyh.
Shyrshyh shy, Shyh shyy shyh shyh shyrshyh.
Shyrshyh shyh, Shyh shyy shyh shyr shyh shyr shy.
Shyr shyh, shyy shyr shyh shyr shr, shyr shyr shyr shy shy.
Shyh shyh shyh shyh.
En chinois traditionnel
《施氏食獅史》
石室詩士施氏，嗜獅，誓食十獅。
氏時時適市視獅。
十時，適十獅適市。
是時，適施氏適市。
氏視是十獅，恃矢勢，使是十獅逝世。
氏拾是十獅屍，適石室。
石室濕，氏使侍拭石室。
石室拭，氏始試食是十獅。
食時，始識是十獅屍，實十石獅屍。
試釋是事。
En chinois simplifié
《施氏食狮史》
石室诗士施氏，嗜狮，誓食十狮。
氏时时适市视狮。
十时，适十狮适市。
是时，适施氏适市。
氏视是十狮，恃矢势，使是十狮逝世。
氏拾是十狮尸，适石室。
石室湿，氏使侍拭石室。
石室拭，氏始试食是十狮。
食时，始识是十狮尸，实十石狮尸。
试释是事。

### Traduction
Le premier vers (le texte entier contient 92 caractères) s'écrit en caractères chinois
- « 石室詩士施氏，嗜獅，誓食十獅。 »

Traduit littéralement en français, ce premier vers signifie
- « Dans un repaire de pierre se trouvait le poète Shi, qui était accro aux lions, et résolut d'en manger dix. ».

Lu en mandarin, le texte est difficilement compréhensible oralement pour quelqu'un qui ne le connaît pas : chaque caractère est prononcé suivant différents tons sur la base « shi ». Le premier vers est ainsi retranscrit en pinyin comme
- « Shíshì shīshì Shī Shì, shì shī, shì shí shí shī. ».

Le texte est rédigé en chinois classique, qui est un registre linguistique très condensé et aujourd'hui tombé en désuétude. Pour obtenir un sens équivalent en chinois vernaculaire (le registre linguistique actuellement en vigueur), le premier vers du texte serait aujourd'hui écrit en sinogrammes simplifiés
- « 有一位住在石室里的诗人叫施氏，爱吃狮子，决心要吃十只狮子。 »

et en sinogrammes traditionnels
- « 有一位住在石室裏的詩人叫施氏，愛吃獅子，決心要吃十隻獅子。 ».

L'homophonie est alors perdue, puisque le texte est lu (retranscription pinyin)
- « Yǒu yi wèi zhù zài shíshì lǐ de shīrén jiào Shī Shì, ài chī shīzi, juéxīn yào chī shí zhi shīzi. ».

L'homophonie disparaît également lorsque le texte d'origine est lu dans d'autres langues ou dialectes que le mandarin. Ainsi, le premier vers devient en min méridional ou en taiwanais
- « Se̍k-sek si-sū Si--sī, sī su, sè si̍t si̍p-su. ».

Cette homophonique n'existe pas davantage lorsque le texte est lu en langues non sinitiques, puisque le chinois classique était également utilisé pour écrire le coréen (sous le nom de Hanmun), le japonais (sous le nom de Kanbun) ou le vietnamien (sous le nom de Hán Văn).
Ainsi en cantonais : 
- « Sek6sat1 si1si6 si1si6, si3 si1, sai3 sik6 sap6 si1 »

Et en transcription rōmaji du japonais :
- « Sekishitsu shishi seshi, shi shi, sei shoku juu shi. »

## Explication
Le chinois classique est fort différent de la langue chinoise parlée moderne. Comme en français, l'écrit est plus précis en certains cas, et une prononciation peut renvoyer à plusieurs mots différents (par exemple en français « verre », « ver », « vair », « vers », ou « vert », ainsi que les pluriels « verres », « vers », etc).
Les changements dans la prononciation de sinogrammes intervenus depuis 2 500 ans ont généré un grand nombre d'homophones dans la langue chinoise. En réaction, alors qu'évoluait la prononciation des caractères chinois, de nouvelles façons d'exprimer certains concepts rendus par des sinogrammes se firent jour. De nombreux concepts auparavant exprimés par un seul sinogramme le sont maintenant par une association de deux ou plus. Traduit en chinois vernaculaire, le texte ne véhicule pas de confusion à l'oral, comme on peut s'en convaincre avec cet exemple de traduction en chinois moderne du premier vers, avec les annotations ruby pinyin pour la prononciation :
有 一 位 住 在 石 室 里 的 诗 人 叫 施 氏，
爱 吃 狮 子，
决 心 要 吃 十 只 狮 子。

## But du texte
Les linguistes de la République populaire de Chine pensent que Zhao Yuanren, en tant que promoteur du Gwoyeu Romatzyh, était favorable à la romanisation du mandarin (qui incorporait des caractères latins alors méconnus et des marques de tons) mais défavorable à celle-ci pour exprimer le chinois classique, l'usage devant en être limité au Baihua. Le chinois classique devait dès lors être abandonné et le baihua promu.
Pour d'autres[Qui ?], le texte est une démonstration par l'absurde de l'inopportunité des romanisations. Elles troubleraient plus les personnes s'intéressant aux langues chinoises qu'elles ne les aideraient.